# العلاقات الدومينيكية الكيريباتية
العلاقات الدومينيكية الكيريباتية هي العلاقات الثنائية التي تجمع بين دومينيكا وكيريباتي.

## مقارنة بين البلدين
هذه مقارنة عامة ومرجعية للدولتين:
| وجه المقارنة                                              | دومينيكا              | كيريباتي                        |
| --------------------------------------------------------- | --------------------- | ------------------------------- |
| المساحة (كم2)                                             | 751                   | 811                             |
| عدد السكان (نسمة)                                         | 73.92 ألف             | 116.40 ألف                      |
| الكثافة السكانية (ن./كم²)                                 | 9.84 ألف              | 14.35 ألف                       |
| العاصمة                                                   | روسو                  | جنوب تاراوا                     |
| اللغة الرسمية                                             | لغة إنجليزية          | لغة إنجليزية، اللغة الكيريباتية |
| العملة                                                    | دولار شرق الكاريبي    | دولار كريباتي، دولار أسترالي    |
| الناتج المحلي الإجمالي (بليون دولار)                      | 562.54 مليون          | 196.15 مليون                    |
| الناتج المحلي الإجمالي (تعادل القوة الشرائية) بليون دولار | 789.63 مليون          | 224.26 مليون                    |
| الناتج المحلي الإجمالي الاسمي للفرد دولار أمريكي          | 7.12 ألف              | 1.42 ألف                        |
| الناتج المحلي الإجمالي للفرد دولار أمريكي                 | 10.88 ألف             | 1.81 ألف                        |
| مؤشر التنمية البشرية                                      | 0.724                 | 0.590                           |
| رمز المكالمات الدولي                                      | +1767                 | +686                            |
| رمز الإنترنت                                              | .dm                   | .ki                             |
| المنطقة الزمنية                                           | 00، توقيت أطلنطي موحد |                                 |

## منظمات دولية مشتركة
يشترك البلدان في عضوية مجموعة من المنظمات الدولية، منها:
| علم المنظمة | اسم المنظمة                                 | تاريخ انضمام دومينيكا | تاريخ انضمام كيريباتي |
| ----------- | ------------------------------------------- | --------------------- | --------------------- |
|             | مؤسسة التنمية الدولية                       | 29 سبتمبر 1980        | 2 أكتوبر 1986         |
|             | يونسكو                                      | 9 يناير 1979          | 24 أكتوبر 1989        |
|             | الأمم المتحدة                               | 18 ديسمبر 1978        | 14 سبتمبر 1999        |
|             | مجموعة دول أفريقيا والكاريبي والمحيط الهادئ | ?                     | ?                     |
|             | دول الكومنولث                               | ?                     | ?                     |
|             | الاتحاد البريدي العالمي                     | ?                     | ?                     |
|             | البنك الدولي للإنشاء والتعمير               | 29 سبتمبر 1980        | 29 سبتمبر 1986        |
|             | الاتحاد الدولي للاتصالات                    | 28 أكتوبر 1996        | 3 نوفمبر 1986         |
|             | منظمة حظر الأسلحة الكيميائية                | ?                     | ?                     |
|             | مؤسسة التمويل الدولية                       | 29 سبتمبر 1980        | 2 أكتوبر 1986         |
|             | تحالف الدول الجزرية الصغيرة                 | ?                     | ?                     |